# فاتنة ليلى
فاتنة ليلى هي فنانة سورية بدأت دارستها في الإقتصاد في دمشق ثم غيرت مجال دراستها إلى الإعلام في الإمارات لكنها لم تكمل إلى أن تخرجت من المعهد العالي للفنون المسرحية في دمشق.

## بدايتها ومسيرتها الفنية
حبها للفن والتمثيل منذ الصغر جعلها تشارك في العديد من المسرحيات المدرسية إلى جانب عملها كمصممة رقصات. كل هذا بجوار دراستها للاقتصاد في دمشق، لكن انتقال عائلتها للعيش في الإمارات جعلها تغير مجال دراستها إلى الإعلام في الإمارات العربية المتحدة، وبعد فترة علقت دراستها وعادت لدمشق مرة أخرى لتلتحق بالمعهد العالي للفنون المسرحية وبعده شقت طريقها نحو النجومية وأثبتت جدارتها كممثلة منذ بداية أعمالها في (الحصرم الشامي) مع المخرج «سيف الدين سبيعي» وكذلك (أصوات خافتة) مع المخرجةإيناس حقي، ومن أبرز أعمالها مسلسل (الصندوق الأسود) عام 2010.

## في التلفزيون
- أصوات خافتة متت
- (2009)
- الحصرم الشامي 3 (2009)
- فنجان الدم (2009)
- مطلوكح
- ب رجال (2010) بدور «نادية صديقة زين»
- أبو جانتي (2010) بدور «زمرد»
- الصندوق الأسود (2010)
- السراب (2011)
- يوميات مدير عام 2 (2011) بدور «دانا»
- أبو جانتي 2 (2012)

### في السينما
- المنعطف (2015)
- دمشق مع حبي (2010)